# Steccherinum

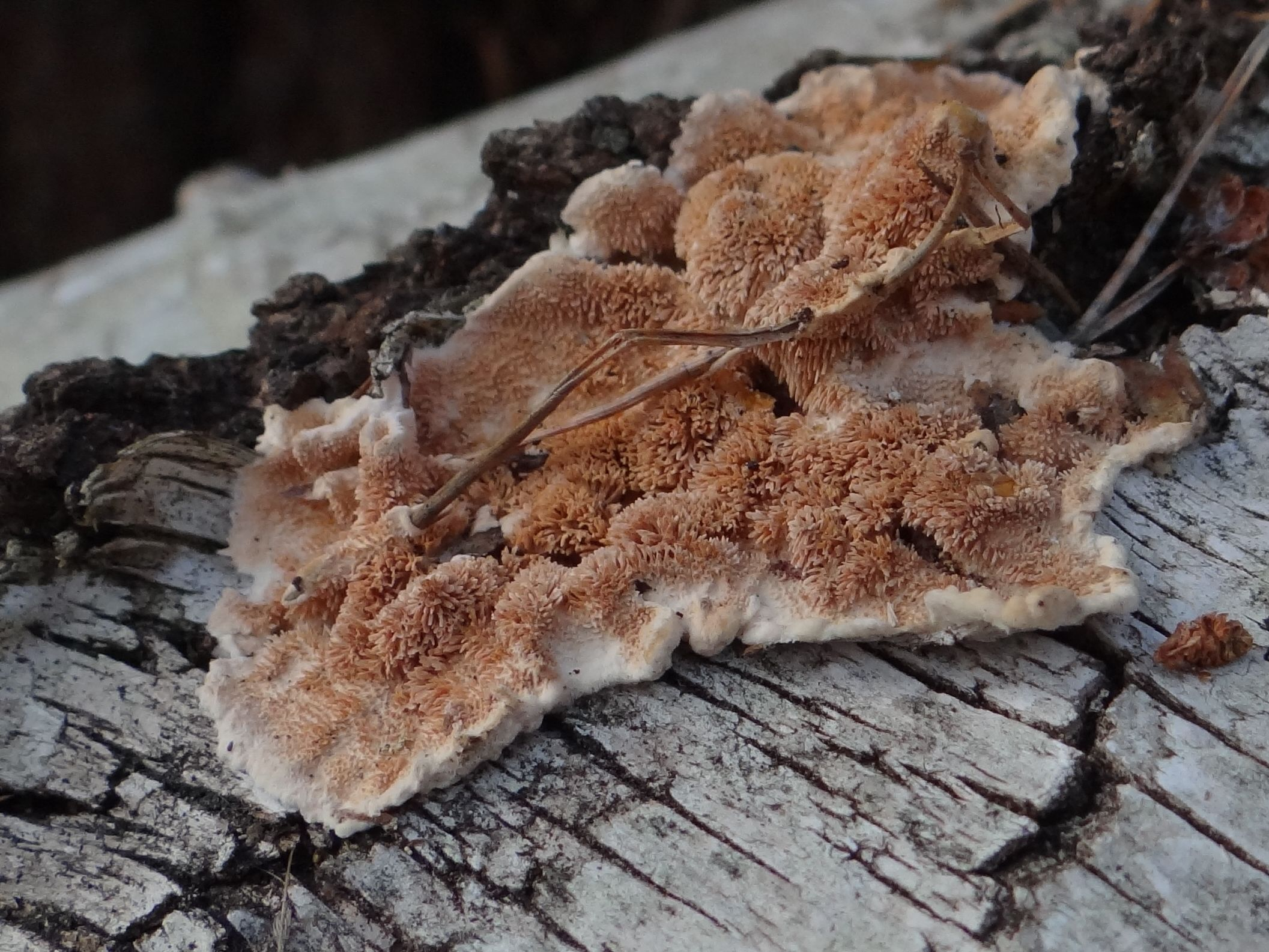
Ząbkowiec ochrowy

Steccherinum Gray (ząbkowiec) – rodzaj grzybów z rodziny ząbkowcowatych (Steccherinaceae). Należy do niego ponad 30 gatunków.

## Charakterystyka
Grzyby kortycjoidalne o owocniku rozpostartym, rozproszonym, rozpostarto-odgiętym lub siedzącym i błoniastej konsystencji. Hymenofor odontoidalny do hydnoidalnego, przeważnie w kolorze kremowym z różowawymi, pomarańczowymi, fioletowymi lub brązowymi odcieniami. Brzeg zróżnicowany, często włóknisty. System strzępkowy dimityczny lub pseudodimityczny, strzępki generatywne cienkościenne, ze sprzążkami lub bez sprzążek, strzępki szkieletowe grubościenne, z przegrodami bez sprzążek, niektóre z charakterystycznie inkrustowanym wierzchołkiem wnikającym jako pseudocystydy do hymenium. Podstawki maczugowate 4-sterygmowe i zazwyczaj ze sprzążką bazalną. Bazydiospory elipsoidalne do niemal cylindrycznych, gładkie, cienkościenne, nieamyloidalne, niecyjanofilne.
Steccherinum charakteryzuje się odontoidalnym hymenoforem, inkrustowanymi pseudocystydami i małymi, gładkimi bazydiosporami.

## Systematyka i nazewnictwo
Pozycja w klasyfikacji według Index Fungorum: Steccherinaceae, Polyporales, Incertae sedis, Agaricomycetes, Agaricomycotina, Basidiomycota, Fungi.
Synonimy: Etheirodon Banker, Leptodon Quél., Mycoleptodon Pat., Odontia Fr., Odontina Pat.
Nazwę polską podał Franciszek Błoński w 1889 r., używana jest także w późniejszych opracowaniach mykologicznych. Należące do tego rodzaju gatunki opisywane były także jako żagiew, palczak, porak i włosak. Władysław Wojewoda w 2003 r. w swoim dziele Krytyczna lista grzybów podstawkowych Polski proponuje nazwę porokolczak, ale dla rodzaju Irpex, rodzaj Steccherinum uznając za jego synonim. W świetle ostatnich ustaleń taksonomicznych Index Fungorum są to dwa oddzielne rodzaje, tak więc nazwa porokolczak nie odnosi się do przedstawicieli rodzaju Steccherinum.
Gatunki występujące w Polsce:
- Steccherinum albidum Legon & P. Roberts 2002[7]
- Steccherinum bourdotii Saliba & A. David 1988 – ząbkowiec kulistozarodnikowy
- Steccherinum fimbriatum (Pers.) J. Erikss. 1958 – ząbkowiec strzępiasty
- Steccherinum lacerum (P. Karst.) Kotir. & Saaren. 2009 – tzw. porokolczak różnopory
- Steccherinum ochraceum (Pers.) Gray 1821 – ząbkowiec ochrowy
- Steccherinum subcrinale (Peck) Ryvarden 1978[8]

Wykaz gatunków (nazwy naukowe) na podstawie Index Fungorum. Wykaz gatunków według W. Wojewodyi innych.